# Láva

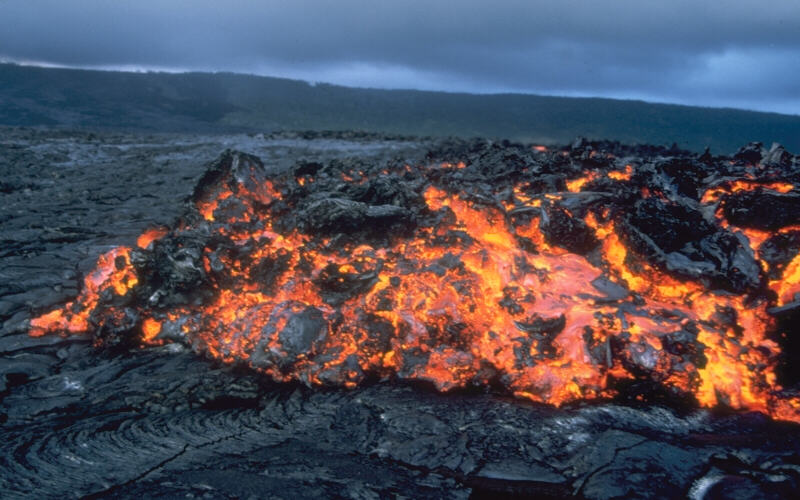
Postupující proud lávy

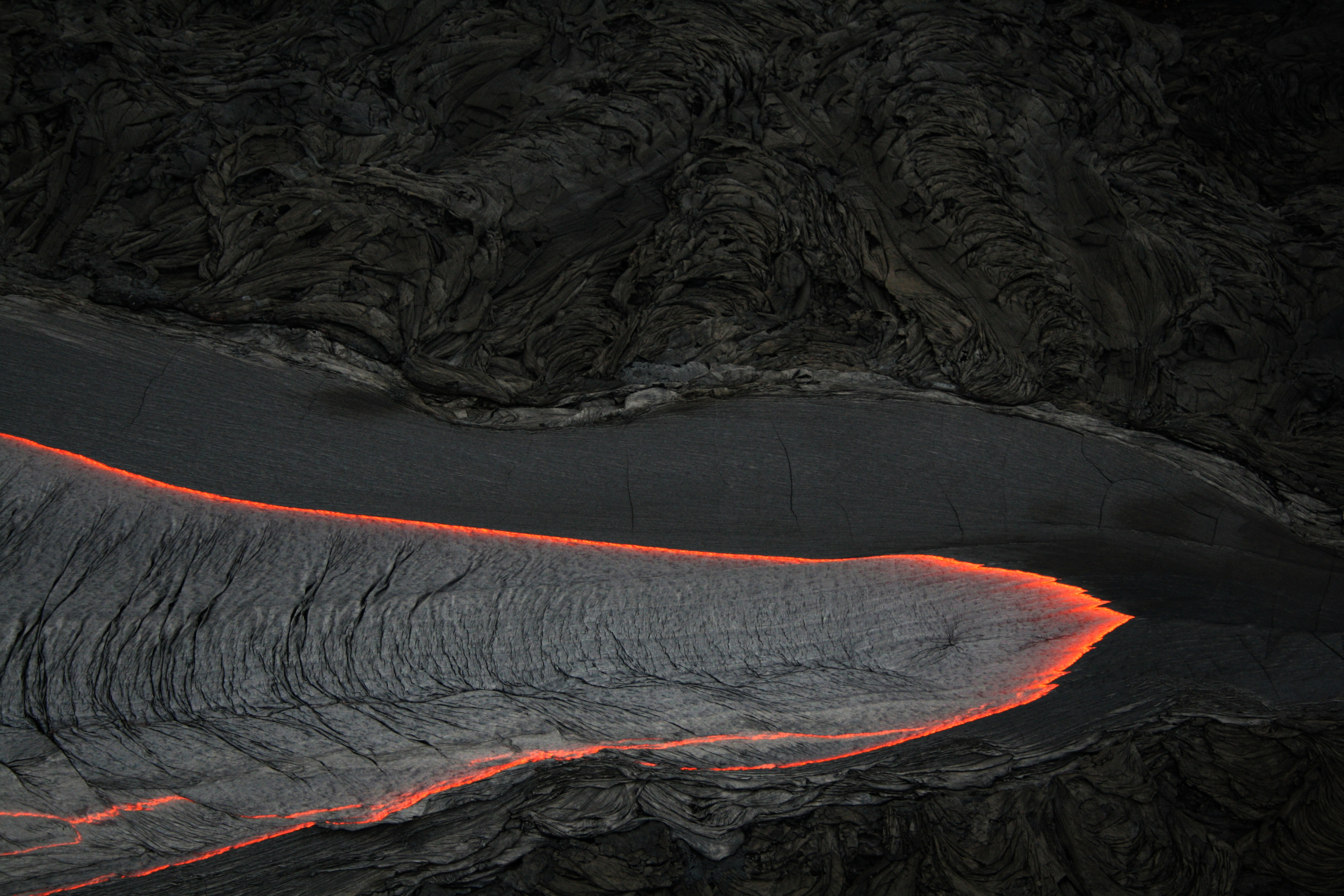
Proud lávy pahoehoe

Láva je geologické označení roztavené horniny, která se dostává na povrch během sopečných erupcí, či lávových výlevů proudící sopečným komínem. Jejím podzemním ekvivalentem je magma, které vystupuje sopečným jícnem nebo v okolí litosférických zlomů a prasklin na zemský povrch, kde se následně rozlévá do okolí v závislosti na své viskozitě. Teplota lávy se pohybuje obyčejně v rozmezí mezi 750 a až 1 200 °C. Je tvořena roztavenými fázemi hornin, krystaly a plyny, které při kontaktu s okolním prostředím začínají vlivem nevyvážené teploty chladnout.
Láva se většinou dostává do vzájemné interakce se dvěma nejdůležitějšími prostředími – vodou a vzduchem, které ovlivňují její výsledný vzhled (texturu, strukturu) a vlastnosti. Při kontaktu s vodou dochází k rychlému ztuhnutí lávy vlivem prudkého ochlazování, což se projevuje na vzniku sklovité struktury na povrchu. Dochází ke vzniku lávových polštářů, kterými je tvořena větší část oceánského dna na oceánské kůře. Při ochlazování vzduchem dochází k pozvolnějšímu ochlazování lávy a k tvorbě krystalických struktur v jejím nitru. V závislosti na mocnosti tuhnoucí lávy může láva tuhnout od několika minut po roky. Při dlouhodobějším tuhnutí lávy dochází často ke vzniku kamenných varhan. Relativní permitivita εr lávy je 3,1.
Pozemská magmata vznikají ve spodní části zemské kůry a v svrchní části pláště. Většina z nich jsou bohatá na oxid křemičitý (SiO2) a označují se jako silikátová magmata. Převažují v nich dva chemické prvky, křemík s kyslíkem – nejhojnější prvky v zemské kůře. Dále obsahují i hliník, vápník, hořčík, železo, sodík, draslík a mnoha dalších v menším množství. Tyto prvky jsou vázány v minerálech, mezi něž patří: živce, foidy, olivín, pyroxeny, amfiboly, slídy a křemen. Protože je známo, že řada mechanických vlastností (např. viskozita a teplota) koreluje s obsahem oxidu křemičitého, jsou silikátová magmata rozděleny do čtyř chemických typů, založených na obsahu této sloučeniny. Patří sem: felsické (kyselá), intermediální, mafické (bazické) a ultramafické (ultrabazické).

## Geologická terminologie
U široké veřejnosti je velmi často rozšířeno chybné zaměňování názvů láva a magma, což je z geologického pohledu nevhodné mísení dvou rozdílných termínů. Láva označuje taveninu, která se dostane na povrch, kdežto magma je tavenina, která je uvnitř v zemském tělese. Geologové využívají rozdílné termíny pro snazší orientaci a striktně je dodržují.

## Druhy lávy

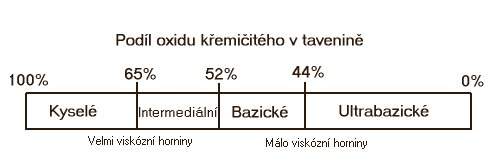
Schematické znázornění vztahu kyselosti a obsahu SiO_{2}

Láva se dělí v závislosti na její viskozitě, která přímou úměrou závisí na obsahu SiO2 (oxidu křemičitého). Čím více SiO2 je obsaženo v lávovém složení, tím se láva stává kyselejší a viskóznější a obráceně.
Pro přehlednost je níže uvedeno členění lávy (respektive i magmatu) s procentuálním zastoupením:
- felsická (kyselá) láva – obsah SiO2: >63 % – láva typu aa (balvanitá, bloková)
- intermediální láva – obsah SiO2: 52–63 %
- mafická (zásaditá) láva – obsah SiO2: 45–52 % – láva typu pahoehoe (provazovitá)
- ultramafická láva – obsah SiO2: <45 % – tento typ na zemském povrchu reaguje a stává se lávou bazickou

### Felsická láva

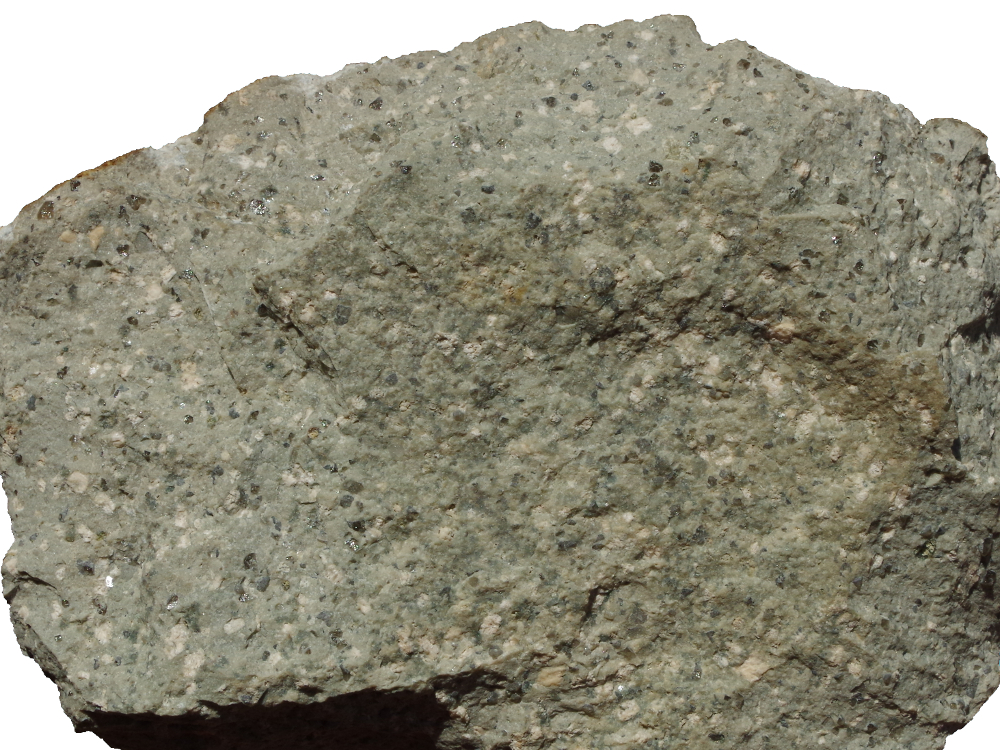
Felsická hornina (ryolit, Česko)

Felsické lávy mají obsah oxidu křemičitého vyšší než 63 %. Mezi ně se řadí ryolitová a dacitová magmata. S takto vysokým obsahem jsou extrémně viskózní (hůře tekutá), kvůli čemuž (za předpokladu silného nasycení sopečnými plyny) způsobují silně explozivní erupce, fragmentaci magmatu a produkci pyroklastik. Při nízkém nasycení naopak dochází k jejich nevýbušnému vytlačování v podobě lávové jehly či lávového dómu. Felsické lávové proudy mají typicky blokovou strukturu a vytvářejí blokové lávové proudy malého dosahu. Často obsahují také obsidián. Teplota těchto láv je relativně nízká, v momentě dosažení zemského povrchu mají zpravidla 650 až 800 °C. Neobvykle žhavé ryolitové lávy (950 až 1200 °C) mohou proudit až na vzdálenosti mnoha desítek kilometrů.

### Intermediální láva

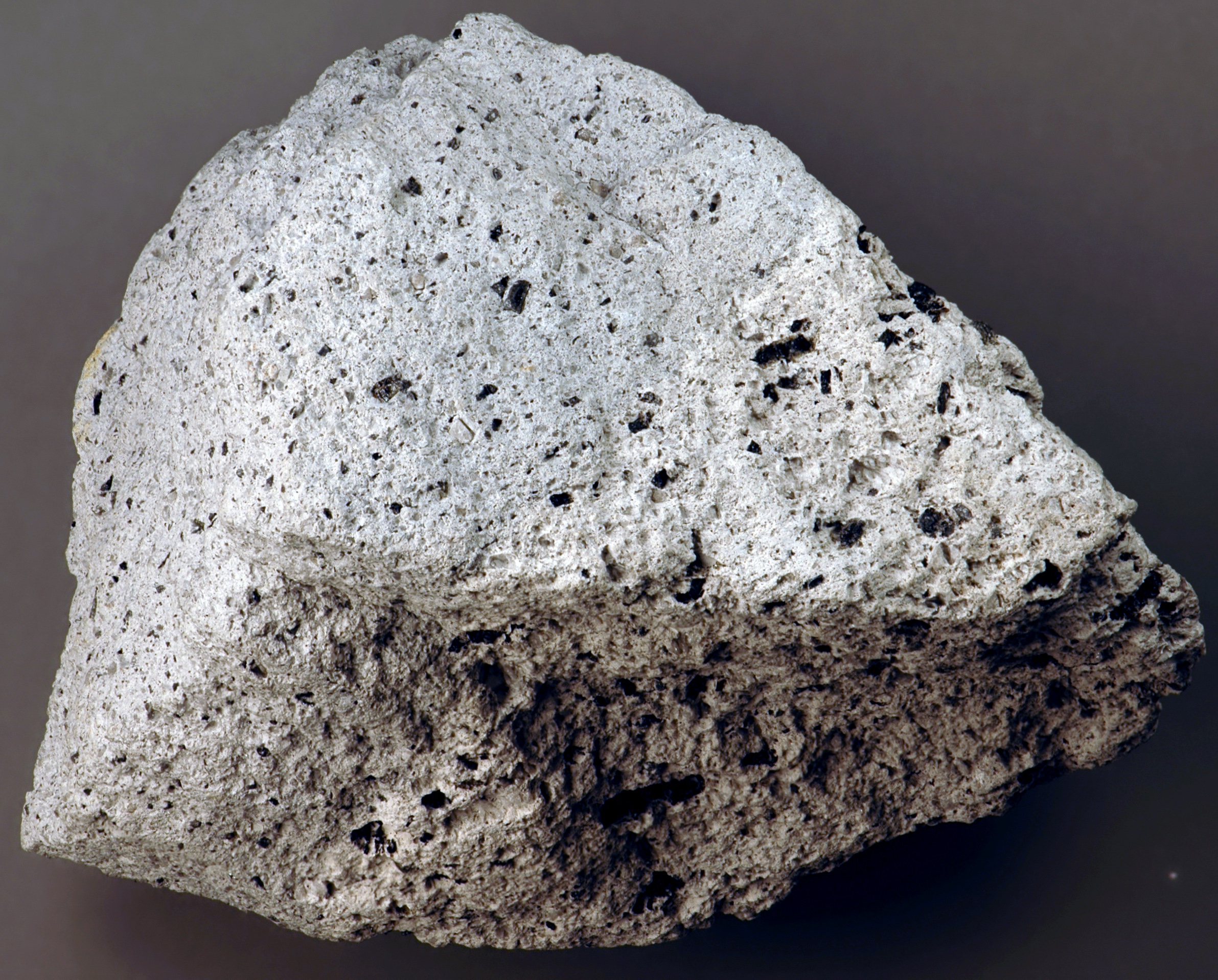
Intermediální hornina (andezit, Soufrière Hills)

Intermediální lávy obsahují 52 % až 63 % oxidu křemičitého. Oproti felsickým jsou chudá na hliník a poněkud bohatší na hořčík a železo. Taktéž dosahují vyšších teplot, v rozmezí 850 až 1 100 °C. Vzhledem k jejich nižšímu obsahu oxidu křemičitého a vyšším teplotám mají tendenci být mnohem méně viskózní. Intermediální magmata vykazují větší tendenci k tvorbě fenokrystalů a vyšší obsah železa s hořčíkem má sklony se projevovat na tmavším odstínu utuhnuté horniny, včetně amfibolových nebo pyroxenových fenokrystalů. Nejhojněji rozšířeným intermediálním vulkanitem je andezit, vyskytující se u stratovulkánů (např. jihoamerické Andy – podle nich pojmenován). Hojně tvoří lávové dómy a blokové lávové proudy.

### Mafická

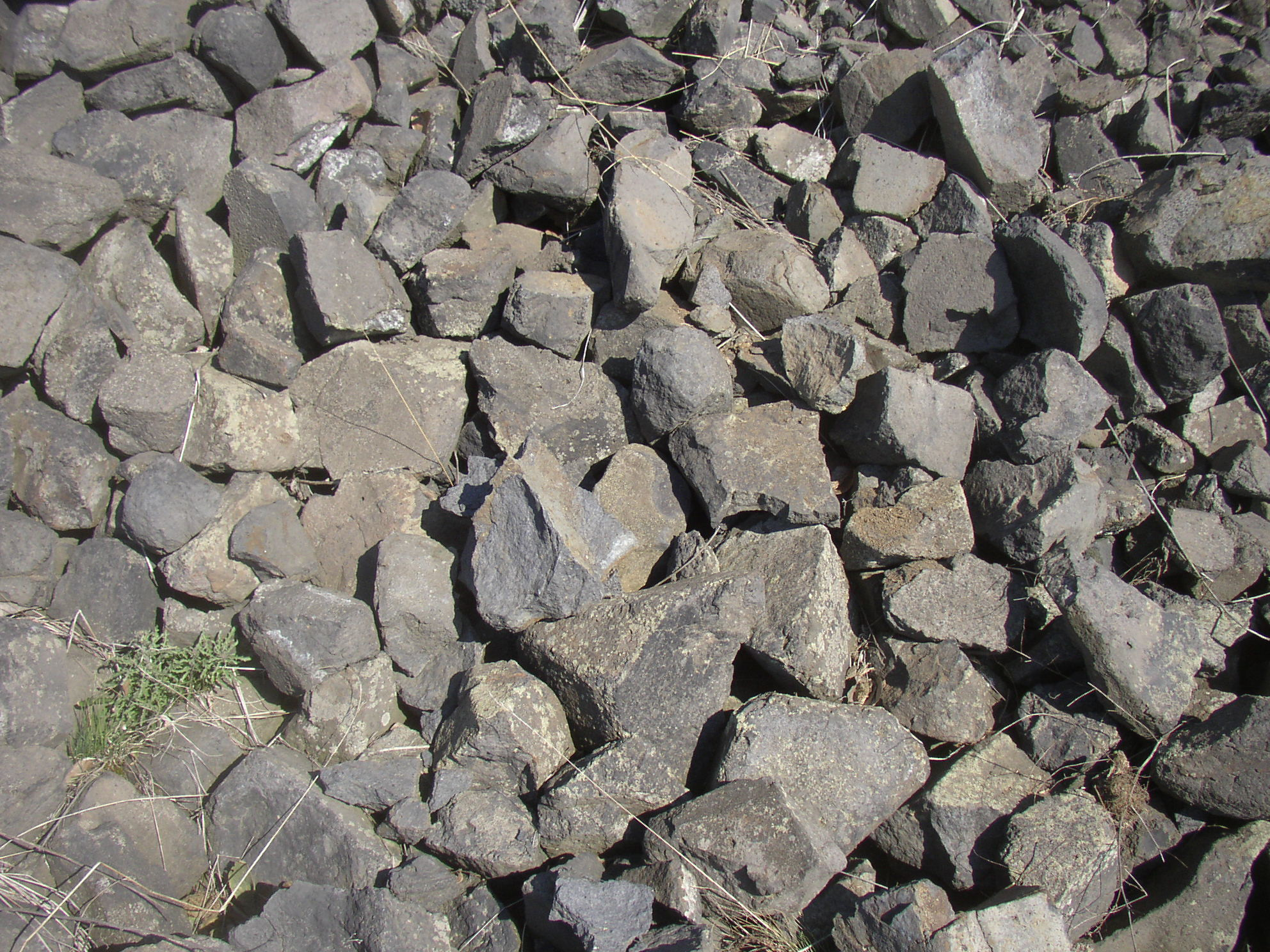
Mafická hornina (čedič, Česko)

Mafické lávy mají obsah oxidu křemičitého 52 % až 45 %. Jsou typicky bohatá na hořčík a železo. Jejich teplota se při dosažení zemského povrchu pohybuje okolo 1 100 až 1 200 °C. Viskozita je relativně nízká (dobře tekutá), připodobnit by se dala k viskozitě kečupu. Typickým příkladem mafitů je čedič. Tato magmata díky výše zmíněným vlastnostem mají tendenci vytvářet masivy s velmi mírným sklonem svahů (štítové sopky) nebo platóbazalty (rozsáhlé lávové příkrovy, v češtině nesprávně označované jako povodňové čediče), jelikož mají výbornou tekutost a mohou dosáhnout velkých vzdáleností od jícnu, respektive trhliny vulkánu. Většina čedičových láv kvůli nízkému obsahu oxidu křemičitého netvoří lávové proudy blokového typu, nýbrž typu aa nebo pāhoehoe. Pod vodou mohou tvořit tzv. polštářové lávy, které se nejvíce podobají suchozemským pāhoehoe.

### Ultramafická
Ultramafické lávy neobsahují víc než 45 % oxidu křemičitého. Nejrozšířenějšími zástupci těchto hornin jsou pikrit, boninit či extrémně hořečnatý komatiit. Komatiity obsahují přes 18 % oxidu hořečnatého a předpokládá se, že jejich teplota dosahuje až 1 600 °C. Při takto vysoké teplotě prakticky nedochází k polymeraci minerálních sloučenin, čímž vzniká vysoce pohyblivá tavenina. Proto se usuzuje, že viskozita komatiitových magmat je podobná viskozitě lehkého motorového oleje. Většina ultramafických hornin pochází proterozoika (před 2,5 miliardami až 542 milióny let), výjimkou jsou horniny z pozdějšího fanerozoika, nalezené ve Střední Americe, jejichž původcem byl plášťový chochol. Z mladšího období nejsou známy žádné komatiitové lávy, neboť zemský plášť se od té doby příliš ochladil na to, aby produkoval takto žhavé vysokohořečnaté magma.

### Alkalická magmata
Některá křemičitá magmata mají zvýšený obsah oxidyů alkalických kovů (sodíku a draslíku), zejména v oblastech kontinentálních riftů, kolize dvou kontinentálních desek či horkých skvrn. Jejich obsah oxidu křemičitého se může pohybovat od ultramafických (nefelinity, bazanity a tefrity) až po felsické (trachyty) u subalkalických magmat. Je pravděpodobnější, že budou pocházet z větších hloubek v zemském plášti. Olivínová nefelinitová magmata jsou ultramafická a vysoce alkalická a předpokládá se, že pocházejí z mnohem hlubších oblastí pláště než jiná.

### Nesilikátová láva
Láva nemusí mít nutně jen na silikátové (křemičité) bázi. Na Zemi rovněž existují vzácné lávy neobvyklého složení. Mezi ně řadíme: 

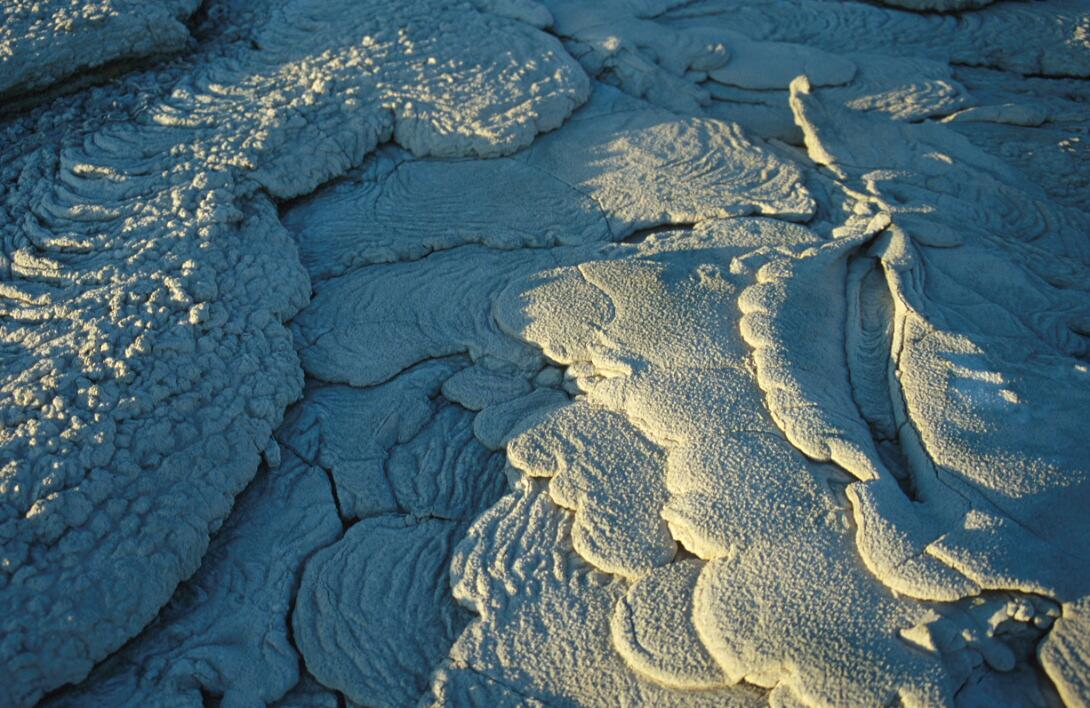
Utuhlá karbonatitová láva na vulkánu Ol Doinyo Lengai

- Karbonatitové  se ze 75 % skládají z uhličitanových minerálů s menším množstvím slíd, olivínu, apatitu, magnetitu a pyrochlorů. V současnosti takovou lávu produkuje Ol Doinyo Lengai v Tanzanii, která je jediným příkladem aktivní karbonatitové sopky na světě. Skládá se převážně z uhličitanu sodného, uhličitanu vápenatého, uhličitanu draselného, včetně menšího množství halogenidů, fluoridů a síranů. Je extrémně tekutá (její viskozita je o něco větší než je viskozita vody) a velmi chladná. Teplota, dosahující pouhých 491 až 544 °C, je natolik nízká, že roztavená hornina nevydává dostatek světla, aby ve dne svítila, a proto se jeví jako černá kapalina. Po vychladnutí dostává hornina šedou barvu. Přítomné uhličitany draselné a sodík jsou na povrchu nestabilní, a tak je hornina náchylná k rychlému zvětrávání.[10]

- Sirné proudy o délce až 350 metrů se vyskytly u sopky Lastarria v Chile. Tvořila je síra v tekutém skupenství, s teplotou tání 115 °C. Zdejší fumaroly totiž vytvořily rozsáhlá ložiska, které posléze roztavil andezitový lávový proud. Tekoucí síru lze velmi snadno pozorovat také v kráteru indonéské sopky Ijen. Zaznamená však byla i u sopek Širetoko-Iwo-zan v Japonsku, Mauna Loa na Havaji, Momotombo v Nikaragui nebo Sierra Negra na Galapágách.[11]

- Magmata oxidu železa jsou považována za zdroj železné rudy v Kiruně ve Švédsku, která se vytvořila během proterozoika.[12] Lávy z oxidů železa pliocenního stáří se také vyskytují ve vulkanickém komplexu El Laco na hranici Chile a Argentiny. Má se za to, že tyto lávy se kvůli vzájemné nesmísitelnosti separovaly od primárního vápenato-alkalického nebo alkalického magmatu.[13]

## Typy lávových proudů

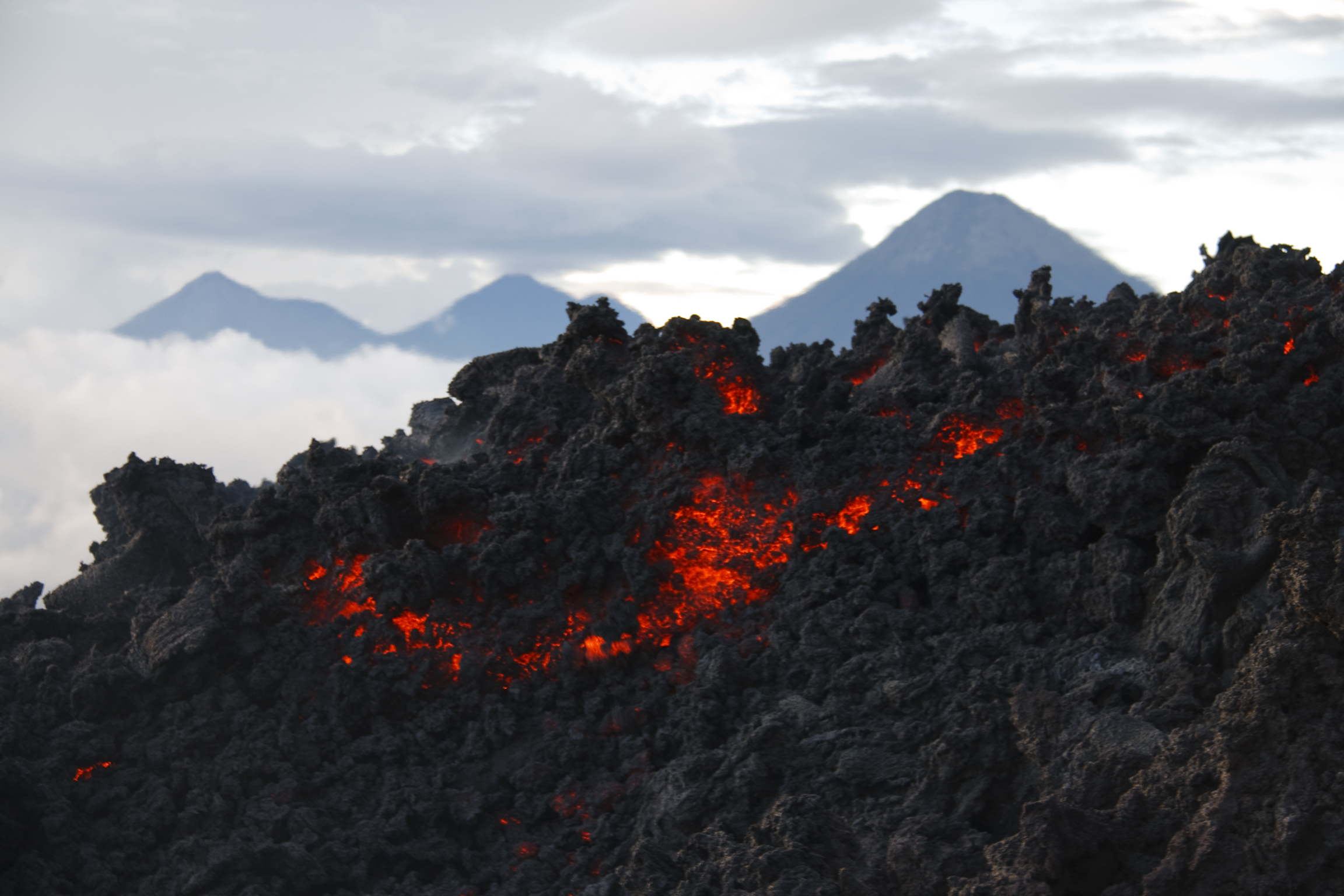
Láva typu aa, guatemalská Pacaya

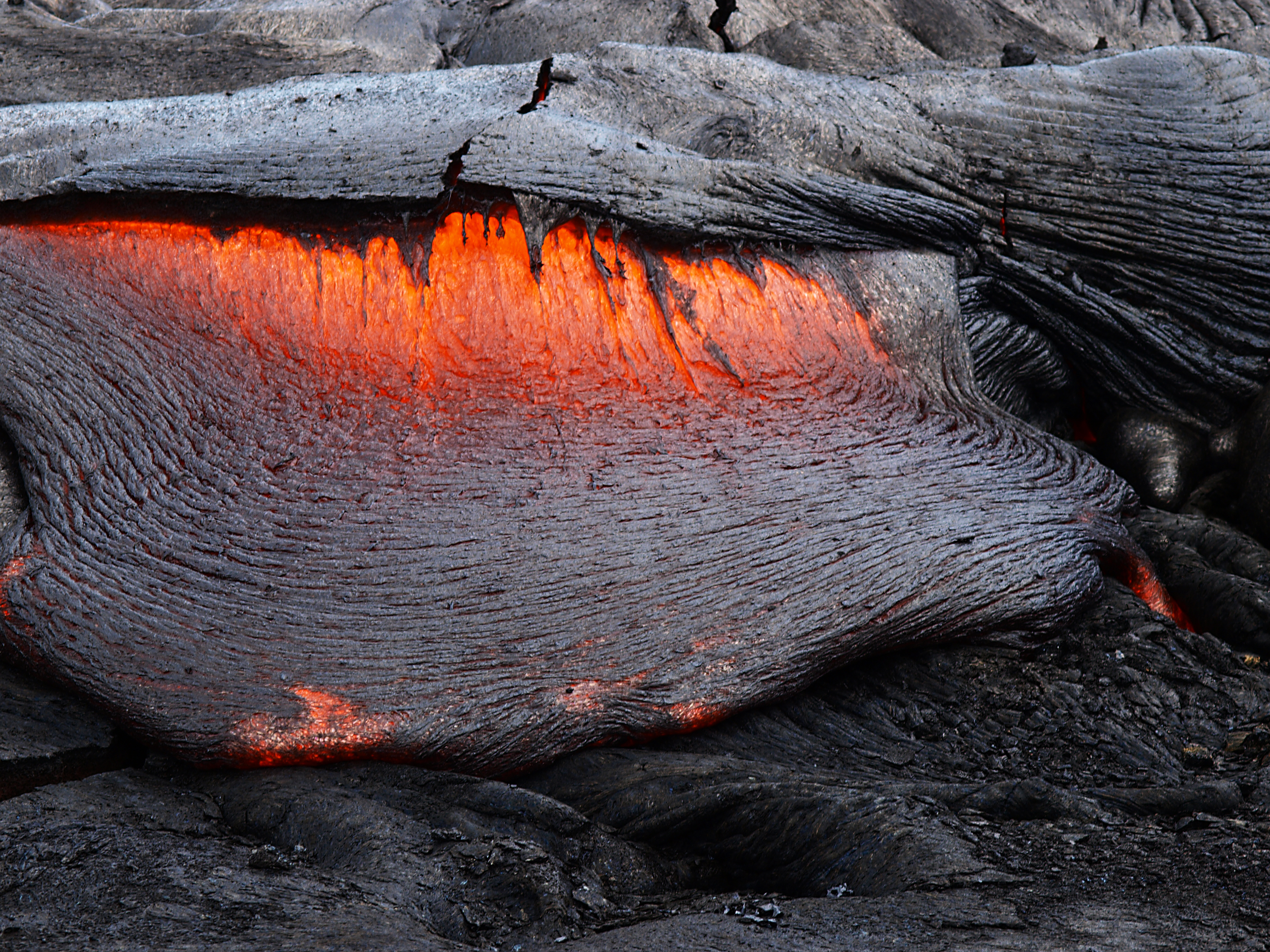
Láva typu pahoehoe, havajská Kilauea

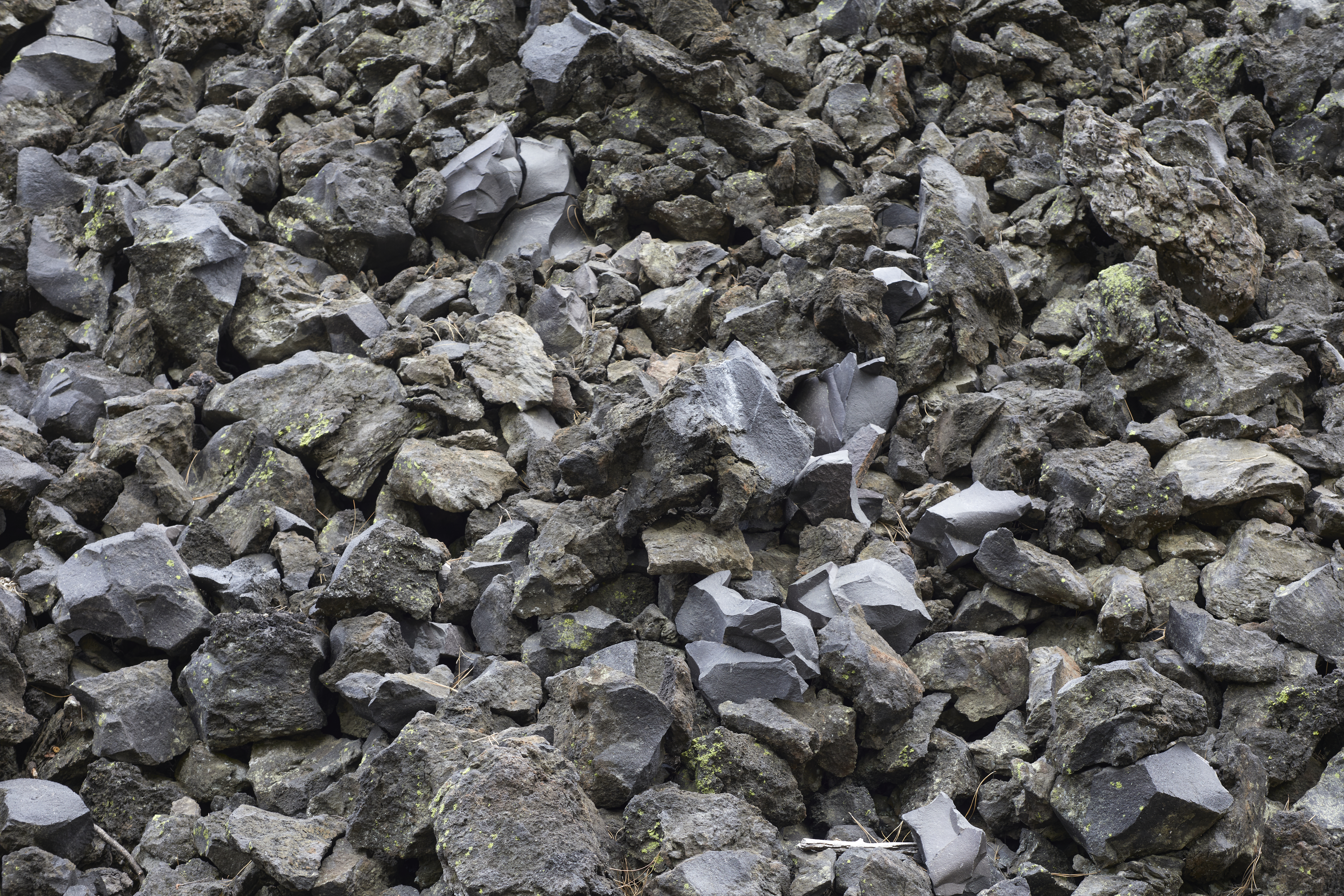
Již utuhlá bloková láva, Národní park Lassen Volcanic v USA

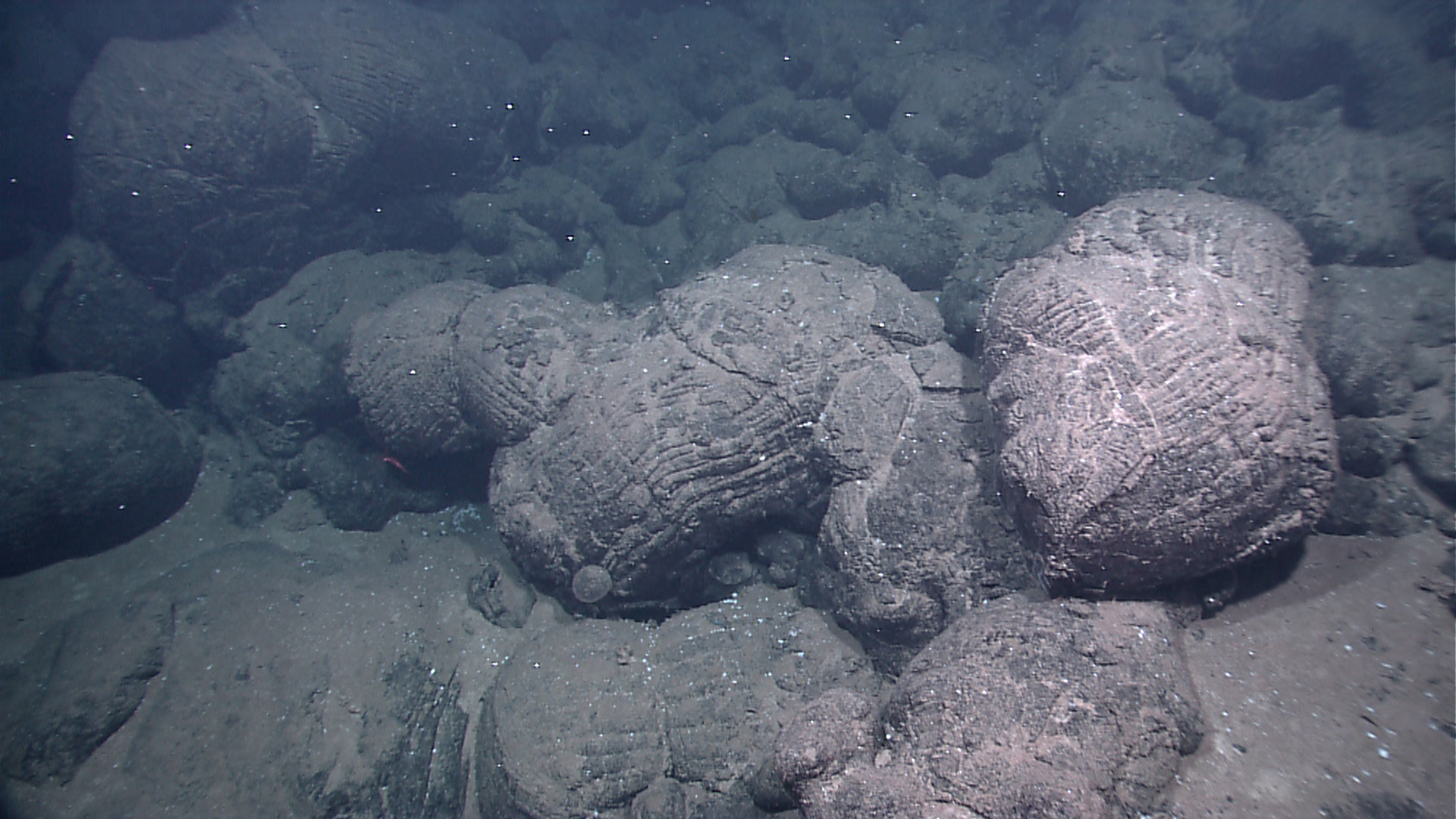
Polštářová láva u Galapág

Morfologie láv, podle níž se rozeznávají různé typy lávových proudů, je ovlivněná složením, obsahem (SiO2), rychlostí výstupu, teplotou, obsahem plynů, pohybem krystalů atd. Samotná rychlost lávové proudu závisí na typu lávy, její viskozitě, sklonu terénu, velikosti výronu a zda se tavenina pohybuje volně po terénu nebo v lávovém tunelu či kanálu.

### Láva typu aa
Láva typu aa (psáno také jako ʻaʻā, aʻa, ʻaʻa nebo a-aa) je viskózní láva, jež má charakteristický drsný, brekciovitý a štěrkovitý povrch, složený z rozbitých kousků horniny, tzv. autoklastiky (též nazývanými slínky). Slínkovitý povrch ve skutečnosti pokrývá a izoluje masivní hustý vnitřek, který je aktivnější částí proudu. Ten tak chladne pomaleji, zůstává déle tekutý a mobilní. Díky rozdílné tekutosti dojde k rozlámání horní části proudu do zmíněných autoklastik. Tím, jak se láva pohybuje, jsou tyto ochlazené úlomky protisměrně unášeny po jeho povrchu směrem k čelu proudu, kde se sypou dolů a padají před něj, načež jsou ním pohlceny. V geologickém profilu (kolmý řez), je poté patrná vrstva slínků jak nad lávovým proudem, tak i pod ním. Neobvyklá není ani produkce balvanů s průměrem 3 m. Aa láva se od pahoehoe nápadně liší vzhledem, ale jejich složení může být totožné nebo velmi podobné. V některých případech, kdy má čedičo-andezitové složení, může proud přecházet z aa na blokovou lávu. Oproti pahoehoe má aa větší obsah oxidu křemičitého (SiO2), vyšší viskozitu a její teplota dosahuje od 1 050 do 1 150 °C, ojedinělé i víc. Rychlost proudění je mnohdy menší než rychlost chůze. Ostrý povrch ztuhlých proudů dosti ztěžuje a zpomaluje pěší turistiku, proto je nutná kvalitní obuv. Samotný povrch lávy výborně odráží radarové signály a tak mohou být snadno detekovatelné družicemi na oběžné dráze. Slovo aa v havajštině znamená kamenná drsná láva, ale také hořet nebo planout. Jako odborný termín jej poprvé představil americký geolog Clarence Dutton.

### Láva typu pahoehoe
Pahoehoe je láva s hladkým, vlnitým nebo provazcovitým povrchem. Tento rys je zapříčiněn pohybem velmi tekuté lávy pod tuhnoucí povrchovou krustou. Obsahuje velmi málo oxidu křemičitého, jenž se projevuje nízkou viskozitou a špatnou přilnavostí. Dosahuje teploty 1 100 až 1 200 °C. Je velmi dobře pohyblivá. Na rovinném terénu se obvykle pohybuje rychlostí 1 km/h, ovšem na prudkých svazích 10 km/h a v lávových tunelech či kanálech dokonce více než 30 km/h. Díky tomu je schopná urazit několik kilometrů, než se ochladí a ztuhne. Pohyb pahoehoe se odehrává prostřednictvím sérií malých a neustále se větvících laloků, kdy se každý z nich provalí skrz ochlazenou krustu toho předešlého. Má tendence vytvářet lávové tunely, kde ji minimální tepelné ztráty napomáhají udržovat nízkou viskozitu. Lávové proudy pahoehoe si obecně zachovávají svojí morfologii, ale za určitých podmínek se mohou změnit na typ aa. Tento proces nastává, když se dostatečně turbulentně promíchají (např. kolizí s překážkami či rychlým prouděním ze svahu), anebo s rostoucí vzdáleností od zdroje dojde v reakci na ztrátu tepla ke zvýšení viskozity. Přechod z typu aa na pahoehoe však možný není. Dosah většiny proudů typu pahoehoe je kratší než 10 km. Některé ale dokáží urazit až 50 km, ve výjimečné situaci dokonce více než 100 km. Výlevem vznikají štítové sopky či rozsáhlé výlevné platformy. Povrch lávy špatně odráží radarové signály, kvůli čemuž je hůře detekovatelný družicemi na oběžné draze. Slovo pahoehoe v havajštině znamená hladká, nepřerušená láva. Jako odborný vulkanologický termín jej zavedl opět Clarence Dutton.

### Bloková láva
Bloková láva je typická pro ryolitové nebo andezitové lávy ze stratovulkánů. Chová se podobně jako láva typu aa, ale její vyšší viskozita způsobuje, že její povrch není pokryt slínky, nýbrž ostrohrannými bloky. Ty taktéž tepelně izolují postupující roztavený vnitřek, přičemž jsou protisměrně unášeny směrem k čelu proudu, kde padají dolů před něj, načež jsou ním pohlceny. Oproti lávám aa se ze svahu pohybují mnohem pomaleji a mají větší mocnost. Také se objevují v závěrečné fázi erupce stratovulkánů, kdy předcházející explozivní aktivita způsobí celkové odplynění magmatu, které posléze neexplozivně vystupuje na povrch v podobě lávových výlevů.

### Polštářová láva
Polštářová láva je zvláštním druhem, vznikající prostřednictvím kontaktu s chladným vodním prostředím na dně oceánů či jezer. Voda lávu na jejím povrchu okamžitě ochlazuje, což má za následek vytvoření „polštáře“ s typicky sklovitou povrchovou strukturou. Tlak vylévající se lávy uprostřed polštáře dále narůstá, až se na nějakém místě opětovně provalí a vznikne další polštář. V konečném výsledku tak vznikají celá pole těchto polštářů. Nejčastěji se vyskytuje v oblasti oceánského riftu na divergentním rozhraní tektonických desek. V současnosti je na většině míst oceánské kůry vrstva, tvořená právě polštářovou lávou.